# ArXiv
O arXiv é um arquivo para preprints eletrônicos de artigos científicos nos campos da matemática, física, ciência da computação, biologia quantitativa e estatística que podem ser acessados via internet. Em muitos campos da matemática e da física, quase todos os artigos estão no arXiv. Em março de 2012, arXiv.org continha mais de 745.000 e-prints, com cerca de seis mil novos e-prints adicionados a cada mês. 

## História
O arXiv foi originalmente desenvolvido por Paul Ginsparg iniciado em 1991 como um arquivo para preprints na física e posteriormente expandido de modo a incluir astronomia, matemática, ciência da computação, ciência não-linear, biologia quantitativa e, mais recentemente, estatística. Ginsparg foi condecorado um MacArthur Fellowship em 2002 pela criação do arXiv.
Ele era originalmente armazenado no Laboratório Nacional de Los Alamos (no xxx.lanl.gov, daí seu nome original, o LANL preprint archive) e atualmente é armazenado e operado pela Cornell University, com mirrors pelo mundo. Ele trocou seu nome e endereço para arXiv.org em 1999 para ampliar a flexibilidade.    
A operação do arXiv atualmente é mantida pela Cornell University e pela National Science Foundation.

## Revisão por pares
Embora do arXiv não possua revisão por pares, uma coleção de moderadores de cada área revê os artigos submetidos e podem recategorizar qualquer um que seja considerado off-topic. A lista de moderadores para muitas seções do arXiv está disponível publicamente, mas moderadores para as maiorias das seções de matemática e física continuam não listados.